# Darrin Dorsey
Pour les articles homonymes, voir Dorsey.
Darrin Dorsey, né le 17 mai 1987 à Phoenix, Arizona, est un joueur américain de basket-ball. Il évolue aux postes de meneur et d'arrière.

## Biographie

### Carrière universitaire
Il passe ses quatre années universitaires au Bakersfield College (en), à Dakota Wesleyan (en) et au Berea College entre 2007 et 2011.

### Carrière professionnelle
Le 23 juin 2011, lors de la draft 2011 de la NBA, automatiquement éligible, il n'est pas sélectionné.
Après ses quatre années universitaires, il joue au Canada (Halifax Rainmen) puis en Amérique du Sud, passant du Mexique (Ostioneros de Guaymas) à la Colombie (Cafeteros Armenia, Bambuqueros Neiva) puis en Argentine (Unión de Santa Fe).
À l'été 2014, il part en Europe où il signe en Israël à l'Hapoel Kfar-Saba/Kohav Yair qui évolue en deuxième division en 2014-2015. Il a des moyennes de 20,5 points, 5,5 rebonds, 3,5 passes décisives et 2,1 interceptions.
Le 7 septembre 2015, il signe en France au Poitiers Basket 86 qui évolue en deuxième division en 2015-2016 pour 32 000 euros la saison. Lors de la 11e journée, son équipe remporte sa troisième victoire consécutive en s'imposant contre Le Portel ; Dorsey termine ce match avec 18 points à 7/10 aux tirs dont 2/4 à trois points, 1 rebond et 4 passes décisives pour 22 d'évaluation en 29 minutes. Le week-end suivant, Poitiers remporte son quatrième match d'affilée en battant Saint-Quentin ; Dorsey réalise son meilleur match avec 30 points à 5/7 aux tirs à 3-points, 6 rebonds et 2 passes décisives pour 30 dévaluation en 36 minutes. Il est nommé MVP du mois de janvier 2016 du championnat de Pro B français en ayant des moyennes de 21 points, 4 rebonds et 4,5 passes décisives pour 22 d'évaluation sur 34 minutes sur les quatre matchs de championnat du mois de janvier. Lors de la 17e journée, son équipe bat Boulogne-sur-Mer et Dorsey est nommé MVP de la journée en terminant la rencontre avec 22 points à 7/8 aux tirs dont 5/8 à 3-points, 5 rebonds, 9 passes décisives, 5 interceptions et 5 fautes provoquées pour 34 d'évaluation en 32 minutes. À la fin de la saison, le club poitevin souhaite conserver Dorsey mais n'y parvient pas et le remplace par Steve McWhorter.
Le 5 août 2016, il reste en France et signe à l'ESSM Le Portel, équipe promue en première division en 2016-2017. Lors d'un stage de pré-saison, il se fait une entorse à la cheville. Toutefois, il parvient à être rétabli pour le premier match de la saison et la réception de Nanterre 92 ; son équipe s'incline 65 à 84 et Dorsey termine la rencontre avec 16 points (à 8 sur 15 aux tirs), 3 rebonds, 2 passes décisives pour 11 d'évaluation en 28 minutes.
Le 22 octobre 2017 il signe pour le club de l'Elan Chalon.

## Clubs successifs
- 2011-2012 :
  -  Halifax Rainmen (NBL)
  -  Ostioneros de Guaymas (CIBACOPA)
- 2012-2013 :
  -  Cafeteros Armenia
  -  Bambuqueros Neiva
- 2013-2014 :
  -  Bambuqueros Neiva
  -  Cafeteros Armenia
- 2014-2015 :
  -  Unión de Santa Fe
  -  Hapoel Kfar-Saba/Kohav Yair (D2)
- 2015-2016 :  Poitiers Basket 86 (Pro B)
- 2016-2017 :  Étoile Sportive Saint-Michel Le Portel Côte d'Opale (Pro A)
- 2017-2018 :
  -  Uşak Sportif (TBL)
  -  Chalon-sur-Saône (Pro A)
- 2018-2019 :
  -  Holargos BC (ESAKE)
  -  U-BT Cluj-Napoca (Divizia A)
- depuis 2025 : 
  -  Académie Nationale des Sports (Liban)

## Statistiques

### Professionnelles
| Saison    | Équipe                      | Matchs | Titul. | Min./m | % Tir | % 3pts | % LF | Rbds/m. | Pass/m. | Int/m. | Ctr/m. | Pts/m. |
| --------- | --------------------------- | ------ | ------ | ------ | ----- | ------ | ---- | ------- | ------- | ------ | ------ | ------ |
| 2011-2012 | Halifax Rainmen             | 28     | 3      | 14,3   | 41,0  | 37,7   | 80,0 | 1,61    | 1,14    | 1,18   | 0,11   | 5,00   |
| 2011-2012 | Ostioneros de Guaymas       | 6      | 4      | 24,8   | 37,2  | 21,4   | 58,8 | 4,83    | 3,50    | 1,17   | 0,17   | 7,50   |
| 2014-2015 | Hapoel Kfar-Saba/Kohav Yair |        |        |        |       |        |      | 5,5     | 3,5     | 2,1    |        | 20,5   |
| 2015-2016 | Poitiers                    | 38     | 38     | 32,4   | 40,3  | 33,7   | 76,1 | 3,95    | 4,39    | 2,03   | 0,45   | 16,92  |
| 2016-2017 | Le Portel                   | 33     | 33     | 30,0   | 45,5  | 43,2   | 82,6 | 2,4     | 4,4     | 1,5    | 0,4    | 16,50  |
| 2017      | Uşak Sportif                | 3      |        |        | 27,8  |        |      |         | 2,7     |        |        | 5      |
| 2017-2018 | Chalon-sur-Saône            | 25     | 13     | 17,4   | 35,0  | 32,0   | 63,0 | 1,5     | 2,8     | 0,8    | 0      | 5,2    |

Mise à jour le 19 mai 2018